# وون (علامة)
وون هو رمز العملة التي تُمثل:
1. وون كوريا الجنوبية
2. وون كوريا الشمالية

3. (بشكل غير رسمي) الوون الكوري القديم

## و أيضا يمثل
Woolong، عملة وهمية في كاوبوي البيبوب
Kinzcash، وهو شكل خيالي من العملة في لعبة Webkinz [الإنجليزية]

## الحوسبة
تظهر بعض الفواصل أيضا على الإصدارات الكورية من نظام ويندوز ميكروسوفت كـ ₩، لأن ₩ تحتل نفس مكان (0x5C) على صفحة الرموز 949 التي يحتلها الخط مائل في ASCII.

## ترميز
نقطة ترميز يونيكود هي (U +20 A9) ₩ علامة الوون (HTML: ₩).
بالإضافة إلى ذلك، هناك أيضا علامة على U + FFE6 ￦ و هي علامة عريضة(HTML: ￦) للاستخدام مع الخطوط العريضة، وخاصة الخطوط شرق آسيا.
لا يستخدم U +20 A9 ₩ فقط في كوريا الجنوبية. بدلا من ذلك الخط المائل (U +005 C \) يستخدم على مايكروسوفت ويندوز والشكل العريض (U + FFE6 ￦) يستخدم على نظام التشغيل ماك. في كثير من الخطوط الكورية الجنوبية لنظام ويندوز، وللخط المائل شكل علامة الوون بما في ذلك خطوط النظام مثل Gulim (굴림) وMalgun القوطي (맑은 고딕).
1. 1 2 3  وصلة مرجع: https://html.spec.whatwg.org/multipage/syntax.html#character-references.
2. ↑  وصلة مرجع: https://www.unicode.org/Public/UCD/latest/ucd/NamesList.txt.